# Dirijo: A Maconha Antes da Proibição
Dirijo: A Maconha Antes da Proibição é um curta-metragem brasileiro de 2008, do gênero documentário. O documentário foi produzido pela Organização dos Professores Indígenas Mura (Opim), em parceria com o Instituto Nacional de Pesquisas da Amazônia (INPA), o Núcleo de Pesquisas com Ciências Humanas e Sociais e o Telephone Colorido, com incetivo financeiro da Petrobras.

## Sinopse
O documentário "Dirijo" começa com uma longa lista de nomes para uma determinada erva: “dirijo”, "dega", "meri’i" ou, depois da proibição, "maconha". Era utilizada amplamente por comunidades amazonenses para curar mal-estar ("Às vezes o caboclo está meio mal, fazia um chazinho com duas folhas e ele comia que dava gosto"), dar paciência pro trabalho (de roçado ou de pesca) ou apenas para uso recreativo, algo estabelecido dentro da comunidade e com importante função de sociabilidade (é interessante notar, a partir dos depoimentos do documentário, os relatos de como era consumida a erva: em roda).